# 剛果播棋
剛果播棋（Kisolo），是主要流傳於剛果民主共和國等地區的播棋類，分投方式有如貝齊寮播棋。

## 棋具
- 長方形棋盤，每排挖有每排六或七個洞，共四排。兩方各控制最近兩排。

- 初始佈置時，每方的底排每洞有三顆棋子。

## 規則
- 為有利解釋，需定義以下現象：
  - 可奪狀態：指己方的某前排棋洞有棋子與正對面對方前排棋洞都有棋子。
  - 奪子分投：分投時最後分配的一顆棋子若落在有棋子的洞中時，需再從該洞以同方向再進行分配動作，直到最後分配的棋子落在無棋子的洞中。如果最後分配的一顆棋子若落在己方最上排有棋子的洞中，並且正對面的對方最上排棋洞有棋子，則進行分配動作連同對方該棋子一同取走分配。

- 每回合玩家當有可奪狀態必須選擇一個符合條件的對方棋洞棋子取走，放進己方正對面的前方棋洞，然後進行逆時鐘方向的奪子分投。沒有可奪狀態時，才任選己方底排的任一洞進行逆時針方向的奪子分投。

- 若某方的前排棋洞皆無棋子，則該方輸掉遊戲[1]。

## 外部連結
- 棋具照片 （页面存档备份，存于）